# Der Ehekandidat
Der Ehekandidat (Originaltitel: La visita) ist ein italienisches Filmlustspiel mit Sandra Milo, François Périer und Mario Adorf. Es entstand 1963 unter der Regie von Antonio Pietrangeli und zählt zu den Werken der Commedia all’italiana. Hinter den spaßigen Pointen geht es um die Einsamkeit von Menschen.

## Handlung
Über eine Heiratsanzeige treten die 35-jährige Pina und der unwesentlich ältere Adolfo in Kontakt. Ihr Briefverkehr weckt bei ihnen den Wunsch nach einer persönlichen Begegnung. Adolfo ist Römer und nimmt am Freitagabend den Nachtzug ins kleine norditalienische San Benedetto Po. Pina holt ihn mit ihrem Automobil am Bahnhof ab. Bei einem Halt nähert sich der Dorftrottel Cucaracha auf bedrohliche Weise Adolfo und erklärt ihm, dass er ihn nicht mag.
Pina wohnt mit ihrem Hund Titina, ihrer Schildkröte Consuelo und ihrem Papagei Silvestro in einem kleinen Häuschen. Sie serviert ihrem Gast Kaffee. Rückblenden erläutern den Lebenshintergrund des Mannes und der Frau. Adolfo ist Verkäufer in einer Buchhandlung. In der großen Stadt fühlt er sich verloren und einsam, und niemand mag ihn wirklich; sein Vorgesetzter gibt ihm offen zu verstehen, dass er ihn eigentlich gerne los wäre. Adolfo stellt sich das Leben in einem kleinen Ort, in dem jeder jeden kennt und grüßt, als schöner vor. Pina erträgt die Einsamkeit schlecht, besonders im Winter. Als Angestellte in einem Betrieb für Landwirtschaftsmaschinen ist sie von wenig gebildeten, vulgären Männern umgeben und träumt von einem Leben im mondänen Rom, wo mehr los ist. Pina geht kurz aus dem Haus. In dieser Zeit stellt Adolfo ein paar Möbel um und beschädigt dabei eine Lampe. Genervt von den Viechern, quält er sie; die Türglocken findet er lächerlich und plant, sie zu entfernen. Angetan ist er von ihrem Vermögen und Einkommen. Während ihrer anschließenden Spaziergänge und einer Bootsfahrt wird Adolfo von Cucaracha mit Steinen beworfen. Auch in der Tanzlaube drängt er sich in ihre Nähe. Wegen taktloser Bemerkungen gilt Adolfo bei der örtlichen Bevölkerung bald als anmaßender Römer und bringt sie alle gegen sich auf. Den Abend über ist er ununterbrochen am Trinken. Zurück in Pinas Gartenschaukel fasst er ihr an Bein und Busen. Sie betreten ihr Schlafzimmer, wo ein Mann auf dem Bett liegt. Es ist Renato, ein verheirateter Lastwagenfahrer, mit dem sie eine Affäre unterhalten und der sie regelmäßig besucht hat. Renato hat nicht gewusst, dass sie heute Besuch hat, und fährt, auch um dem stockbesoffenen Adolfo zu entkommen, davon. Pina wirft Adolfo seine charakterlichen Mängel vor, die er alle zugibt. Er sieht darüber hinweg, dass sie Affären hatte, und sie küssen sich. Am Sonntagvormittag fährt sie ihn zum Bahnhof. Unmittelbar nach seiner Abfahrt denken sich beide aus, was sie einander in ihrem nächsten Brief schreiben werden: „Verzeihen Sie, dass ich so lange nicht geantwortet habe...“

## Zum Werk
Der film-dienst urteilte 1967: „Indem Pietrangeli unaufdringlich die Motivation mitliefert, bietet er zugleich dem Zuschauer die Möglichkeit, die äußerlich sichtbaren Umrisse der Personen mit den charakterlichen, den psychologischen Voraussetzungen auszufüllen. Im Formalen leugnet der Regisseur seine Herkunft vom Neoverismus nicht, zugleich reichert er seine Vorweisung einer unverstellten Realität um eine wohldosierte Poesie an, die dem Realitätsgehalt etwas von ihrer Schärfe nimmt. Pietrangeli läßt zwar Hoffnung keimen, aber er vermittelt dem Zuschauer daneben die Möglichkeit, den Wirklichkeitswert solcher Hoffnung zu erkennen, die nie zur Illusion gerinnt.“ Der Verzicht auf einen glücklichen Ausgang mache die Geschichte wahrhaftig und zudem sympathisch. Sandra Milo und François Périer seien eine ideale Wahl für die Rollen; seine reizvolle Kammerspiel-Studie des idealtypischen Kleinbürgers sei der Höhepunkt seiner Laufbahn.
Der Evangelische Film-Beobachter fasst sein Urteil wie folgt zusammen: „Eine hervorragende Filmkomödie, die Erwachsenen empfohlen werden kann.“